# Somalowie
Somalowie – lud kuszycki, głównie w Somalii, Etiopii, Kenii i Dżibuti. Istnieją także duże somalijskie diaspory na Półwyspie Arabskim, w USA i Kanadzie, w krajach europejskich, oraz u wybrzeży Afryki Wschodniej. Ich populację szacuje się na 26,7 mln. Przytłaczająca większość posługuje się językiem somali. Dzielą się na koczowniczych pasterzy i rolniczą ludność osiadłą.  
Ich nazwa wywodzi się od słów so maal, co dosłownie znaczy „idź wydoić zwierzę dla siebie!”. Dla Somalijczyków jest to w gruncie rzeczy surowy wyraz gościnności. Somalijczycy uważają siebie za wojowników. Czasami mężczyźni opuszczają kobiety odpowiedzialne za stada, aby ćwiczyć swoje umiejętności wojenne. Istnieją cztery główne grupy klanów somalijskich: Somaal, Sab, Hawija i Daarood. Somaal są przede wszystkim koczowniczymi pasterzami. Sab zazwyczaj prowadzą osiadły tryb życia jako rolnicy lub rzemieślnicy. Struktura społeczna jest oparta na rodach patrylinearnych.
Somalijczycy po raz pierwszy pojawili się u Rogu Afryki około 1200 r. Ekspansję na zachód i południe rozpoczęli około 150 lat później. Nawrócili się na islam pod wpływem arabskich kupców osiedlających się na wybrzeżach Somalii. W XVII w. duże grupy Somalów osiedliły się w Etiopii.

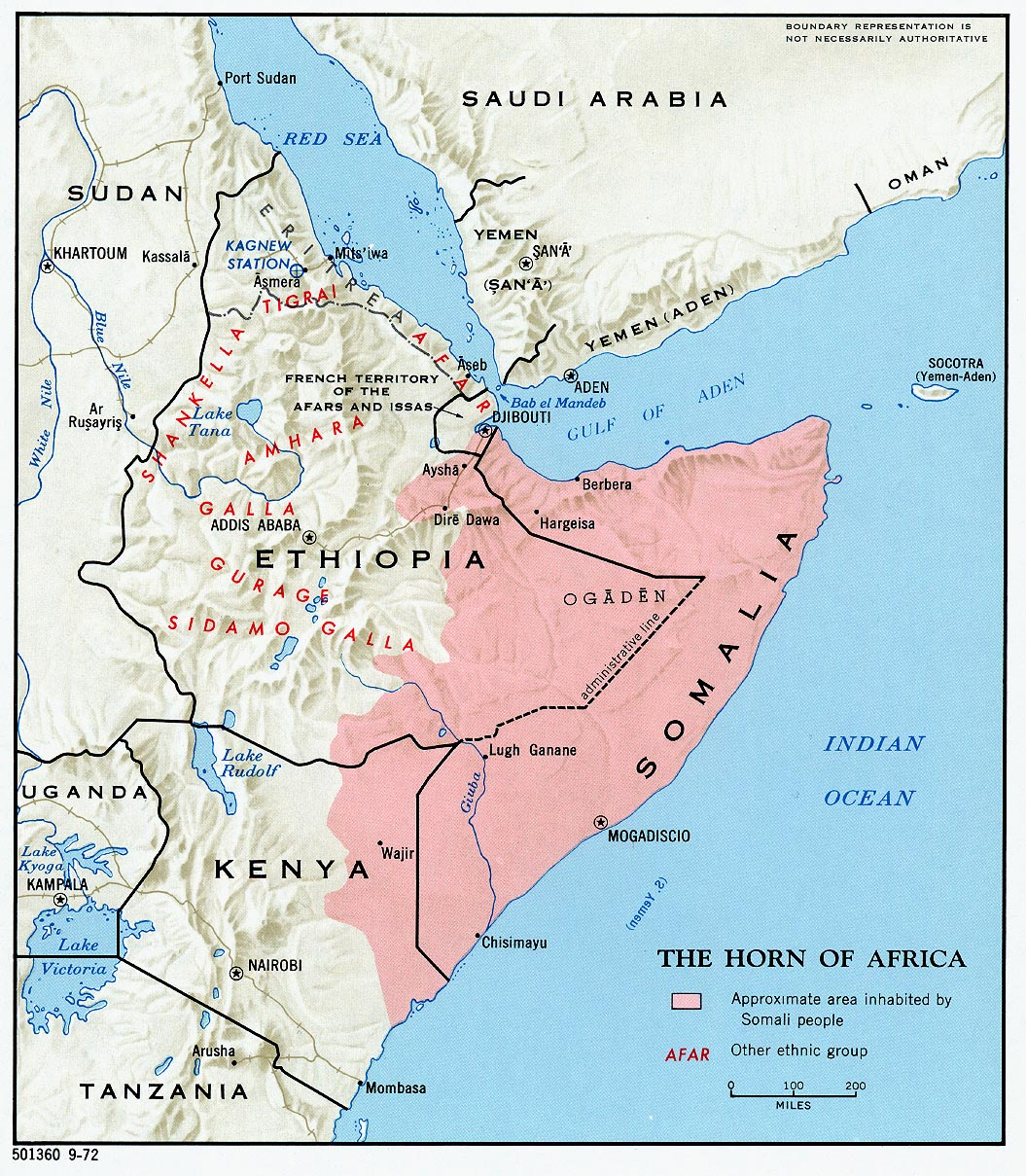
Tradycyjny obszar zamieszkany przez Somalów.